# Toyota Hiace

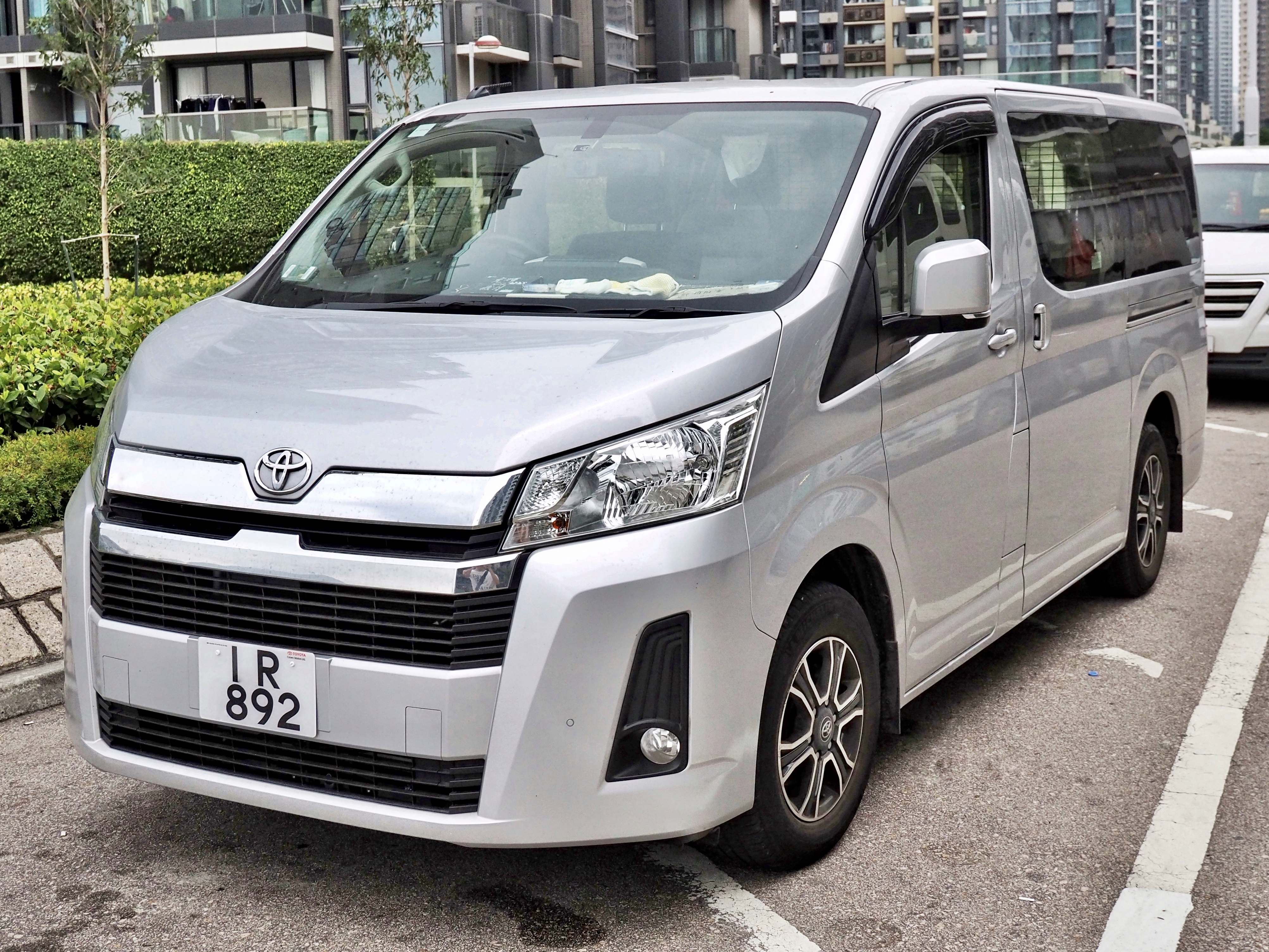
Den senaste generationen Toyota Hiace från 2019.

Toyota Hiace, stiliserat HiAce, är en serie lätta nyttofordon tillverkade av den japanska fordonstillverkaren Toyota sedan 1967. Serien finns i flera varianter, bland annat som skåpbil och minibuss.

## Historik
- 1967–1977 - Första generationen (H10)
- 1977–1982(–1985) - Andra generationen (H11/H20/H30/H40)
- 1982–1989(–1995) - Tredje generationen (H50/H60/H70/H80/H90)
- 1989–2004 - Fjärde generationen (H100)
- 2004–2019 - Femte generationen (H200)[a]
- 2019– Sjätte generationen (H300)